# Annobonzetes latissimus
Annobonzetes latissimus är en kvalsterart som först beskrevs av Berlese 1916.  Annobonzetes latissimus ingår i släktet Annobonzetes och familjen Scheloribatidae. Inga underarter finns listade i Catalogue of Life.